# Aberdeenshire and District League
Aberdeenshire and District League, còn có tên là Aberdeenshire League, là một giải đấu dành cho các câu lạc bộ thuộc Aberdeenshire and District Football Association. Các câu lạc bộ được bốc thăm từ các hạt lịch sử Aberdeenshire và Banffshire. Ngoài ra, các câu lạc bộ đến từ Moray và Angus cũng tham gia.
Giải đấu bắt đầu từ năm 1919 với tên gọi North Eastern League và đổi tên năm 1921. Giải vận hành đến hết mùa giải 1952-53 khi bị giải thể do ưu tiên của các đội bóng nằm ở Highland League hơn.
Giải đấu được phục hồi năm 1994 như là một giải U21. Hiện tại, các đội bóng được phép đưa vào sân 3 cầu thủ quá tuổi trong đội hình.

## Đội vô địch
| Mùa giải | Vô địch             |
| -------- | ------------------- |
| 1919-20  | Aberdeen 'A'        |
| 1920-21  | Aberdeen 'A'        |
| 1921-22  | Montrose            |
| 1922-23  | Fraserburgh         |
| 1923-24  | Buckie Thistle      |
| 1924-25  | Buckie Thistle      |
| 1925-26  | Aberdeen 'A'        |
| 1926-27  | Aberdeen 'A'        |
| 1927-28  | Aberdeen 'A'        |
| 1928-29  | Aberdeen 'A'        |
| 1929-30  | Buckie Thistle      |
| 1930-31  | Buckie Thistle      |
| 1931-32  | Buckie Thistle      |
| 1932-33  | Fraserburgh         |
| 1933-34  | Fraserburgh         |
| 1934-35  | Elgin City          |
| 1935-36  | Keith               |
| 1936-37  | không tổ chức       |
| 1937-38  | không tổ chức       |
| 1938-39  | Buckie Thistle      |
| 1939-40  | Thế chiến thứ II    |
| 1940-41  | Thế chiến thứ II    |
| 1941-42  | Thế chiến thứ II    |
| 1942-43  | Thế chiến thứ II    |
| 1943-44  | Thế chiến thứ II    |
| 1944-45  | Thế chiến thứ II    |
| 1945-46  | Buckie Thistle      |
| 1946-47  | Aberdeen University |
| 1947-48  | Aberdeen 'A'        |
| 1948-49  | Peterhead           |
| 1949-50  | Buckie Thistle      |
| 1950-51  | Fraserburgh         |
| 1951-52  | Buckie Thistle      |
| 1952-53  | Buckie Thistle      |
| 1994-95  | Fraserburgh         |
| 1995-96  | Fraserburgh         |
| 1996-97  | Keith               |
| 1997-98  | Fraserburgh         |
| 1998-99  | Keith               |
| 1999-00  | Keith               |
| 2000-01  | Cove Rangers        |
| 2001-02  | Keith               |
| 2002-03  | Buckie Thistle      |
| 2003-04  | Buckie Thistle      |
| 2004-05  | Deveronvale         |
| 2005-06  | Deveronvale         |
| 2006-07  | Keith               |
| 2007-08  | Peterhead           |
| 2008-09  | Cove Rangers        |
| 2009-10  | Deveronvale         |
| 2010-11  | Cove Rangers        |
| 2011-12  | Cove Rangers        |
| 2012-13  | Cove Rangers        |
| 2013-14  | Banks o' Dee        |
| 2014-15  | Cove Rangers        |
| 2015-16  | Formartine United   |

## Thành tích của câu lạc bộ
Tính đến sau mùa giải 2015-16
| Câu lạc bộ          | Số lần vô địch |
| ------------------- | -------------- |
| Buckie Thistle      | 12             |
| Fraserburgh         | 7              |
| Aberdeen 'A'        | 7              |
| Keith               | 6              |
| Cove Rangers        | 6              |
| Deveronvale         | 3              |
| Peterhead           | 2              |
| Formartine United   | 1              |
| Banks o' Dee        | 1              |
| Aberdeen University | 1              |
| Elgin City          | 1              |
| Montrose            | 1              |